# 초기 발생
초기 발생은 동물의 개체 발생에 있어서, 수정란이 난할을 시작하여 배엽이 형성되기까지의 시기이다.

## 알과 난할
알은 보통 공 모양이거나 타원 모양이며, 동물의 종류에 따라 크기도 다양하다. 또 난막에도 차이가 있으며, 난황의 양과 분포도 다르다. 난황은 발생에 필요한 영양분을 공급하며, 난황의 양과 분포 상태에 따라 난할의 방식이 달라진다.

### 난할의 과정

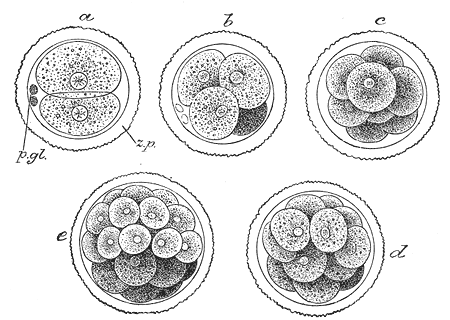
난할의 과정

수정란은 분열을 하여 세포의 수를 증가시키는데, 체세포 분열과는 달리, 분열 속도는 빠르고 분열기 사이에 생장기가 거의 없어서 분열에 의해 새로 생긴 세포, 즉 할구들은 점점 작아진다. 이러한 분열을 난할이라고 한다.
난할의 과정에서, 제1난할은 동물극(극체가 나오는 쪽이며, 난황질이 적게 분포한다)에서 식물극(난황질이 많은 쪽)을 잇는 수직면, 즉 세로의 방향으로 일어난다. 경할이라고도 한다. 그 결과 할구는 2개가 되므로 이것을 2세포기라고 한다. 제2난할은 제1난할면과 직각으로 역시 세로의 방향으로 일어나므로, 할구수가 4개인 4세포기가 된다. 제3난할은 적도면 근처에서 제1·제2난할면에 대해 가로의 방향으로 일어난다. 이를 위할이라고 한다. 그 결과 할구수가 8개인 8세포기가 된다.
8세포기 이후의 난할은 경할과 위할을 교대로 반복하면서 진행된다. 이와 같이 수정란이 난할을 거듭함에 따라 할구의 수는 2의 배수로 늘어나게 되는데, 다만 그 때 난황이 많은 식물극 쪽에서는 난할의 속도가 늦고, 난황이 적은 동물극 쪽에서는 난할의 속도가 빠르므로 할구의 크기는 동물극쪽이 작아지게 된다. 또 난할기에는 할구는 성장하지 않고 수가 많아지면서 상대적으로 점점 작아지므로, 배의 크기는 얼마 동안 알의 크기와 변함이 없다. 포배기를 지나 할구가 커지기 시작해도 함입이 일어나 2중, 3중의 구조로 되므로, 배 전체의 크기는 낭배기를 지날 때까지 커지지 않는다. 또 할구 하나하나는 알 표면으로 이동하게 되어 알의 내부에 빈 곳이 생기는데, 이것이 난할강이며 난할강이 커진 시기의 배를 '포배'라고 한다. 난할은 포배에서 끝나며, 그 이후에는 각 할구들이 분열, 성장하여 배가 크게 자라기 시작한다.

## 알의 종류에 따른 난할의 방식

### 등황란
성게·포유류 등의 알은 등황란으로, 난황의 양이 매우 적어서 알 전체에서 난할이 일어나는 '전할'을 하며, 동시에 난황이 전체에 균등하게 분포되어 있어서 난할에 의해 생긴 할구의 크기가 같은 '등할'을 한다. 등황란은 모악동물·극피동물·원색동물에서도 볼 수 있다.

### 중황란
난황이 비교적 많고, 알의 중앙부에 모여 있으며, 세포질은 그 바깥쪽을 에워싸듯이 존개하고 있다. 중황란은 곤충·갑각류에 많고 말미잘 등의 강장동물에서도 볼 수 있다. 중황란은 난할할 때, 알 중앙의 난황은 분열하지 않고 알 표면의 세포질 부분만이 분열하는 '표할'을 한다. 즉, 먼저 난황 속에 존재하는 핵이 분열하여 증가하고, 그들 핵은 알 둘레에 있는 세포질 속으로 이동하며, 얼마 후에는 핵과 핵 사이에 격벽이 생겨 개개의 세포인 할구가 독립한다.

### 단황란

개구리의 발생 과정

달걀과 같이 알의 한쪽에 다량의 난황이 치우쳐 있는 알을 단황란이라고 한다. 연체동물의 두족류 및 연골어류·경골어류·파충류·조류 등에서 단황란을 볼 수 있다. 단황란은 난황이 식물극 쪽에 치우쳐 있으므로, 난할은 세포질이 많이 포함된 동물극에서만 일어나고, 따라서 배는 접시 모양의 배반이 된다. 어류·파충류·조류 등의 단황란은 난할면이 알 전체를 통과하지 않고 동물극의 일부에서만 난할이 일어나므로 '반할'이라고 한다. 개구리·도롱뇽 등의 양서류의 알도 단황란인데, 난황의 양이 비교적 적은 동물극 쪽에서 난할이 빨리 일어나므로 동물극 쪽의 할구가 식물극 쪽보다 작은 부등할을 하며, 알 전체에서 난할이 일어나므로 부등할인 전할을 한다.

## 난할의 형식
난황의 양이나 그 분포에 관계없이, 난할의 결과 할구가 어떤 식으로 배열되느냐에 따라서도 난할을 분류할 수 있다.
- 방사 대칭형 : 난할에 의한 난할면이 동물극과 식물극을 잇는 난축을 포함한 몇 개의 면에 대칭으로 배열하는 형으로, 위할과 경할을 교대로 반복하는 전등할을 하는 해면동물·강장동물·극피동물 등에서 볼 수 있다.

- 나선형 : 위할에 의해 생기는 위아래의 할구가 규칙적으로 오른쪽 또는 왼쪽으로 치우치게 되므로, 동물극에서 보면 소용돌이치듯이 할구가 배열되는데, 이것은 난할의 방추(紡錐)가 비스듬히 기울어졌기 때문이다. 또 이 형에서는, 초기 난할 때 생기는 동물극 쪽의 4개의 할구는 식물극 쪽의 4개에 비하여 작다. 나선형의 난할은 편형동물·유형동물·환형동물 및 두족류 이외의 연체동물에서 볼 수 있다.

- 2대칭형 : 할구가 난축을 중심으로 하는 2개의 면에 대칭으로 배열하는 것으로, 해파리의 일종에서 볼 수 있다.

- 좌우 대칭형 : 제1난할면을 대칭면으로 하여, 그 양쪽의 할구가 경상적(鏡像的)으로 분열하는 것으로, 두족류·양서류 등의 단황란에서 볼 수 있는 형이나 전형적인 예는 드물다.

## 상실배와 포배

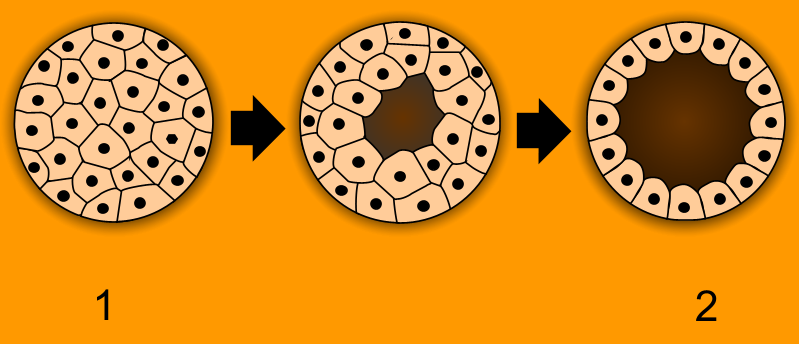
포배의 형성

난할이 어느 정도 진행되면, 전등할의 배는 뽕나무 열매와 같은 모양을 나타내는데, 이러한 배를 상실배라고 하며, 상실배의 시기를 '상실배기'라고 한다. 중황란이나 단황란에서는 이러한 모양을 나타내는 일은 없고, 생물학적으로 상실배의 정의는 애매하므로 최근에는 상실배기를 다른 것과 구별하지 않는 일이 많다.
상실배를 지나 난할이 더욱 진행되어 할구수가 일반적으로 100개를 넘을 무렵에는 배의 내부에 빈 곳이 생기게 되는데, 이것을 난할강 또는 포배강이라고 하며, 이 시기를 '포배기', 포배기의 배를 '포배'라고 한다.
일반적으로 등황란에서는 배의 중앙에 공 모양의 난할강이 생겨 '중공 포배'라고 하나, 개구리의 알은 단황란으로서 부등할을 하기 때문에 난할강은 동물극 쪽으로 치우쳐 있다. 한편, 강장동물과 환형동물의 등황란은 포배기에 난할강을 만들지 않으므로, 이 시기의 포배를 '중실 포배'라고 한다. 또 어류·파충류·조류의 알과 같이 난황의 양이 많은 강단황란에서는, 세포가 배의 상부(배반)에 편재되어, 배반 하강(胚盤下腔)이라고 불리는 내강이 생기는데 이것은 난할강과는 다르다. 이와 같은 포배를 '반포배(盤胞胚)'라고 한다. 곤충과 갑각류의 중황란에서는 난할강이 나타나지 않는 무강 포배가 되는데, 이 때 세포는 알의 주위에 한정되어 있으므로 '주포배(周胞胚)'라고 한다. 포배기까지 난할이 진행되면 세포수는 증가하지만, 배 전체로서의 성장은 볼 수 없다.

## 낭배와 배엽의 형성

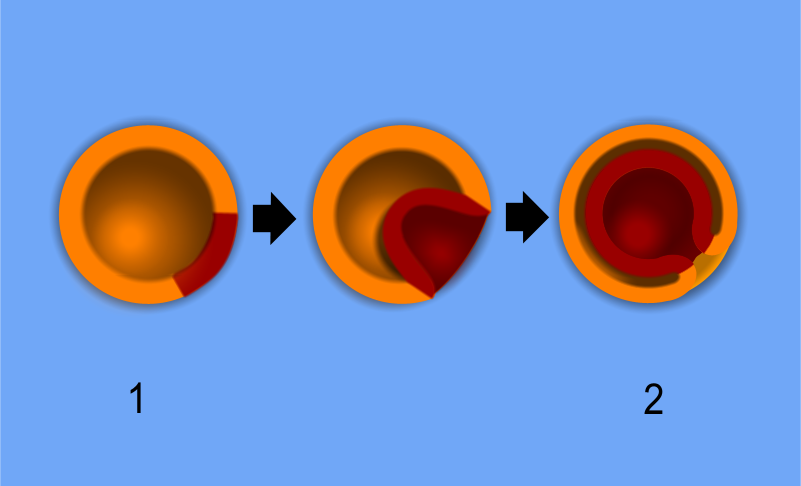
포배의 함입과 배엽의 생성

포배기를 지나면서 세포 분열이 더 진행되어 배의 표면이 늘어나면, 포배의 세포들이 난할강 안으로 접혀들어가는 함입이 일어나, 장래의 발생 운명을 결정짓는 성질이 다른 두 세포층으로 구별되는데, 이 시기의 배를 낭배라고 한다. 함입은 식물극 쪽으로 치우친 부분에서 일어나는데, 이때 함입에 의해 새로 생긴 빈 곳은 유생의 소화관이 되기 때문에 원장이라고 하며, 특히 원장의 입구 부분을 원구라고 한다. 한편, 낭배를 만드는 2겹의 세포층을 배엽이라고 하는데, 바깥쪽 세포층을 외배엽, 원장을 싸고 있는 안쪽의 세포층을 내배엽이라고 한다. 편형동물 이상의 동물에서는 내·외배엽 사이에 새로운 중배엽이 형성되며, 각 배엽은 발생이 진행됨에 따라 분화가 일어나 조직이나 기관을 형성하는 후기 발생 단계로 들어가게 된다.
단황란이나 중황란을 지니는 동물에서도 배엽 분화가 일어나지만, 난할강이 작거나 난황으로 채워져 있기 때문에 함입과는 다른 과정을 밟는다. 그러나 양서류는 난할강이 동물 쪽에 치우쳐 있기는 하지만, 함입에 가까운 형태로 배엽 분화가 일어난다. 한편, 난할강 속으로 유리된 세포가 중배엽이 되는데, 중배엽의 형성 과정에는 2가지가 있다. 편형·선형·윤형·환형·연체·절지동물에서는 원구 부근의 내배엽과 외배엽 사이에 생긴 세포가 분열을 계속하여 중배엽이 만들어지므로, 이 중배엽을 '외배엽성 중배엽'이라고 하며, 이들 동물을 원중배엽 세포계 동물이라고 한다. 외배엽성 중배엽은 유생의 간충직과 근육을 형성하는데, 성체의 간충직은 원장의 개구 부근에 있는 중배엽 모세포 또는 단세포에 의해 만들어진다. 이와 달리 모악·극피·원색·척추동물은 원장벽을 이루고 있는 내배엽의 일부가 분열을 계속하여 안쪽으로 자라서 중배엽이 되는데, 이것을 내배엽성 중배엽이라고 하며, 이들 동물을 원장 체강계 동물이라고 한다.

## 같이 보기
- 발생생물학
- 발생학
- 발생
- 후기 발생

## 읽어 보기
- 포배기배아 냉동 재이식술 국내 첫 성공, 문화일보, 1998-11-06
- 해삼(Apostichopus japonicus Liao)의 산란, 유생양육 및 양식, 탄혜 수산자원연구소

## 참고 문헌
- Pulves 외, 이광웅 외 역, 생명 생물의 과학, 2006, 교보문고, ISBN 89-7085-516-5